# Lenguas macro-ye
Macro-Ye (también escrito como macro-Gê y macro-Jê) es un conjunto de lenguas de América del Sur que en la opinión de los especialistas forman macrofamilia, que incluye a la familia de lenguas ye (jê) y otras lenguas de Brasil. Como unidad filogenética, este grupo fue propuesto por primera vez en 1926 por W. Schmidt y fue mantenido después con modificaciones que varían de un autor a otro. Kaufman (1990) encuentra la hipótesis de parentesco filogenético como "probable". 

## Clasificación
El nombre macro-Jê fue propuesto por primera vez por J. A. Mason para referirse a un amplio grupo de lenguas de Brasil, que suponían relacionadas con las lenguas Jê. W. Schmidt había empleado previamente el nombre Ges-Tapuya, y C. Loukotka el nombre Tapuya-žé, en el mismo sentido. El que todos los subgrupos incluidos bajo dicha denominación forman una macrofamilia es una hipótesis de trabajo que difiere de un autor a otro en sus detalles:
- C. Loukotka (1942) incluyó 8 familias dentro de la macrofamilia Tapuya-žé: Žé (Yê), Opaie (Ofayé), Kaigán (Kaingáng), Coroado (Purí), Mašakali (Maxakalí), Patašó (Pataxó), Botokudo (Krenák) y Kamakan (Kamakã).
- C. Nimuendajú (1946) consideró el Malalí una familia independiente
- Mason (1950) añadió el Malalí y el Coropó (Koropó) al Macro-Yê, pero dejó fuera al Ofayé y al Iaté (Yatê).
- Davis (1966) sobre una buena base comparativa demostró que el Kaingnáng es de hecho un miembro de la familia yê. Y en otro artículo (1968) aportó evidencia de correspondencias regulares entre las lenguas Yê y el Maxakalí así como entre el Yê y el Karajá mencionando posibles conexiones del Macro-Yê con el Boróro, el Tupí y el Fulnió (Yatê).
- Guérios (1939) había presentado evidencias del parentesco del Boróro oriental y dos lenguas Yê septentrionales, el Timbíra (Canela) y el Kayapó.
- Gudschinsky (1971) comparando el Ofayé con la reconstrucción de Davis del proto-Yê mostró que probablemente dicho grupo era parte del Macro-Yê.
- Boswood (1973) aportó alguna evidencia léxica en favor de la pertenencia del Rikbaktsá al Macro-Yê.
- A. Rodrigues (1986) incluyó el Karirí y el Guató, y consideró que el Pataxó y el Malalí debían ser parte de la familia Maxakalí.
- J. Greenberg (1987) consideró que todos los grupos mencionados excepto el Karirí formaban parte del Macro-Yê, añadiendo además el Chiquito, el Oti y e Yabutí (Jabutí). Y aunque Greenberg considera a estos tres últimos grupos "tan válidamente Macro-Yê como los otros", la magra evidencia que presenta no prueba dicha afirmación.
- Kaufmann (1994) deja fuera al Yabutí y el Oti, así como al Karirí, pero mantiene dentro del Macro-Yê al Chiquito.
- Eduardo Ribeiro (2012), de la Universidad de Chicago, ha observado la ausencia de evidencias que permitan clasificar el fulniô (Yatê) o el guató como parte del Macro-Yê, así como lo hizo Kaufman para el otí y el chiquitano.
- Jolkesky (2016) incluye 8 familias (yê, karajá, borum (krenák) †, jeoromitxí-arikapú (jabutí), kamakã †, karirí †, maxakalí-Pataxó, boróro) y cuatro lenguas más (besiro (chiquitano), ofayé, rikbaktsa y yatê).
- Nikulin (2020) reclasifica e incluye 7 familias (yê, karajá, borum (krenák) †, djeoromitxí-arikapú (jabutí), kamakã †, maxakalí-pataxó, ofayé-rikbáktsa, ) y no encuentra evidencia para otros grupos previamente considerados macro-yê (karirí †, boróro, purí, guató, otí), además señala que el chiquitano podría estar lejanamente emparentado.[5]

### Lenguas de la familia

Ramas de las lenguas macro-yê.

Gran parte de las lenguas involucradas en la hipótesis Macro-Yê son lenguas muertas pobremente documentadas. Eso hace que sea difícil precisar sus relaciones dentro de la macrofamilia Macro-Yê. La clasificación propuesta por A. Rodrigues (1999) y, ampliada por E. Ribeiro y H. Van der Voort (2010):
1. Lenguas yê, 13 lenguas en tres ramas:
  1. Yê septentrional
    1. Yaikó (†, SE Piauí)
    2. Timbíra (Pará, Tocantins) variantes: Canela 1.800 (2001);[8] Gavião 811 (2005);[9] Krinkatí 420 (1995);[10] Krahô 2.000 (1999);[11] Krenjé 30 (1995).[12]
    3. Apinajé (N Tocantins) 1.260 (2003)[13]
    4. Kayapó (E. Mato Grosso, S Pará) 2.200 (1986);[14] 7.100 (2003),[15] variantes: A'ukré, Gorotíre, Kararaô, Kikretum, Menkrangnotí, Xikrin.
    5. Panará (Kren-akarôre) (N. Mato Grosso, SW Pará) 250 (2004)[16]
    6. Suyá (Mato Grosso) 330 (2002);[17] variantes: Tapuyana (tapayúna), Suyá

  2. Yê central,
    1. Xavánte (SE Mato Grosso, anteriormente también N Goiás) 10.000 (2000);[18] 7.000 (2002)[19]
    2. Xerénte (Tocantins) 1.810 (2000)[20]
    3. Xakriabá (Minas Geraís) ¿?[21]

  3. Yê meridional
    1. Kaingáng (São Paulo, Santa Catarina, Paraná, Rio Grande do Sul)[22] 20.000 (2002);[19] 18.000 (2003);[23] 21.000 (2008)[24]
    2. Xokléng (Santa Catarina) 760 (1995)[25]
2. Lenguas kamakã [extintas]
  1. Kamakã (†, SE Bahía, NE Espírito Santo)
  2. Mongoyó (†, SE Bahía)
  3. Menién (†, SE Bahía)
  4. Kotoxó (†, SE Bahía)
  5. Masakará (†, SE Bahía)
3. Lenguas maxakalí
  1. Maxakalí (NE Minas Gerais, N Espírito Santo) 800 (1997)[26]
  2. Kapoxó (†, variantes: Kumanaxó, Panháme; NE Minas Gerais, SE Bahía)
  3. Monoxó (†, NE Minas Gerais, SE Bahía)
  4. Makoní (†, NE Minas Gerais)
  5. Malalí (†, NE Minas Gerais)
  6. Pataxó (†, 4600 (grupo étnico), variantes: Hãhãhãe; SE Bahía)
4. Lenguas krenak
  1. Krenák (Botocudo) (NE Minas Gerais, N y C Espírito Santo, anteriormente SE Bahía) 150 (1997);[27] variantes: Nakrehé, Nakpié, Nakyanúk, Nakyapmã, Nyepnyep, Etwet, Minyãyirún, Yiporók, Pojitxá, Potén, Krekmún, Bakuén, Aranã.
  2. Guerén (†, SE Bahía)
5. Lenguas purí [extintas]
  1. Purí (†, Espírito Santo, Río de Janeiro, NE São Paulo, SE Minas Gerais)
  2. Koropó (†, Espírito Santo)
  3. Coroado (†, Espírito Santo)
6. Lenguas karirí [extintas]
  1. Kipeá (Kirirí) (†, 1830 (grupo étnico), NE Bahía, Sergipe)
  2. Dzubukuá (†, islas del río São Francisco en N Bahía)
  3. Sabuyá o Sapoyá (†, C Bahía)
  4. Kamurú (Pedra Blanca) (†, E Bahía)
7. Idioma yatê (fulniô o carnijó, Pernambuco) 2.930 (1999);[28] 2.788 (2006)[29]
8. Idioma karayá (E Mato Grosso, W Tocantins) 2.700 (1988);[14] 3.600 (1999),[30] variantes: Karayá, Yavaé, Xambiwá.
9. Ofayé (Opaié) (E Mato Grosso do Sul) 15 (2005)[31] variantes: Ivinheima, Vacaria.
10. Lenguas bororo (Boróro)
  1. Boróro oriental (S Mato Grosso) 1.020 (1997)[32]
  2. Boróro occidental (†, E Mato Grosso)
  3. Umutina (W Mato Grosso) ¿?[33]
  4. Otúke (†, E Bolivia) variantes: Kovare[ka], Kurumina[ka]
11. Guató (SW Mato Grosso) 40 (1995)[34]
12. Rikbaktsá (N Mato Grosso) 910 (2001)[35]
13. Yabutí (Jabutí)
  1. Arikapú (o Mashubi, Rondônia) 6 (1998)[36]
  2. Yeoromichí o Djeoromitxí (Rondônia) 5 (1990)[37]

La cifra entre paréntesis indica el número aproximado de hablantes, las lenguas extintas se han marcado con el signo (†).

### Similitud léxica
Existe una gran disparidad léxica en la familia macro-yê, razón por la cual diferentes autores difieren sobre el número de ramas que compondrían la familia. El proyecto comparativo ASJP basado sólo en comparaciones de vocabulario, no puede establecer la relación exacta entre algunos grupos y el árbol filogenético que propone para estas lenguas consta 9 partes, sin que se pueda explicitar sobre la base de la información disponible la relación entre ellas. En el siguiente esquema se muestran las 9 ramas que se obtienen a partir de la comparación léxica:

|  | Xavante |
|  |         |
|  | Xerente |
|  |         |

|  | \| \| Apinayé \| \| \| \| \| \| Kayapó \| \| \| \| |
|  |                                                    |
|  | Timbíra (Canela)                                   |
|  |                                                    |
|  | Apinayé                                            |
|  |                                                    |
|  | Kayapó                                             |
|  |                                                    |

|  | Apinayé |
|  |         |
|  | Kayapó  |
|  |         |

|  | \| \| Apinayé \| \| \| \| \| \| Kayapó \| \| \| \| |
|  |                                                    |
|  | Timbíra (Canela)                                   |
|  |                                                    |
|  | Apinayé                                            |
|  |                                                    |
|  | Kayapó                                             |
|  |                                                    |

|  | Apinayé |
|  |         |
|  | Kayapó  |
|  |         |

|  | \| \| Apinayé \| \| \| \| \| \| Kayapó \| \| \| \| |
|  |                                                    |
|  | Timbíra (Canela)                                   |
|  |                                                    |
|  | Apinayé                                            |
|  |                                                    |
|  | Kayapó                                             |
|  |                                                    |

|  | Apinayé |
|  |         |
|  | Kayapó  |
|  |         |

|  | \| \| Apinayé \| \| \| \| \| \| Kayapó \| \| \| \| |
|  |                                                    |
|  | Timbíra (Canela)                                   |
|  |                                                    |
|  | Apinayé                                            |
|  |                                                    |
|  | Kayapó                                             |
|  |                                                    |

|  | Apinayé |
|  |         |
|  | Kayapó  |
|  |         |

|  | Xavante |
|  |         |
|  | Xerente |
|  |         |

|  | \| \| Apinayé \| \| \| \| \| \| Kayapó \| \| \| \| |
|  |                                                    |
|  | Timbíra (Canela)                                   |
|  |                                                    |
|  | Apinayé                                            |
|  |                                                    |
|  | Kayapó                                             |
|  |                                                    |

|  | Apinayé |
|  |         |
|  | Kayapó  |
|  |         |

|  | \| \| Apinayé \| \| \| \| \| \| Kayapó \| \| \| \| |
|  |                                                    |
|  | Timbíra (Canela)                                   |
|  |                                                    |
|  | Apinayé                                            |
|  |                                                    |
|  | Kayapó                                             |
|  |                                                    |

|  | Apinayé |
|  |         |
|  | Kayapó  |
|  |         |

|  | \| \| Apinayé \| \| \| \| \| \| Kayapó \| \| \| \| |
|  |                                                    |
|  | Timbíra (Canela)                                   |
|  |                                                    |
|  | Apinayé                                            |
|  |                                                    |
|  | Kayapó                                             |
|  |                                                    |

|  | Apinayé |
|  |         |
|  | Kayapó  |
|  |         |

|  | \| \| Apinayé \| \| \| \| \| \| Kayapó \| \| \| \| |
|  |                                                    |
|  | Timbíra (Canela)                                   |
|  |                                                    |
|  | Apinayé                                            |
|  |                                                    |
|  | Kayapó                                             |
|  |                                                    |

|  | Apinayé |
|  |         |
|  | Kayapó  |
|  |         |

|  | Xavante |
|  |         |
|  | Xerente |
|  |         |

|  | \| \| Apinayé \| \| \| \| \| \| Kayapó \| \| \| \| |
|  |                                                    |
|  | Timbíra (Canela)                                   |
|  |                                                    |
|  | Apinayé                                            |
|  |                                                    |
|  | Kayapó                                             |
|  |                                                    |

|  | Apinayé |
|  |         |
|  | Kayapó  |
|  |         |

|  | \| \| Apinayé \| \| \| \| \| \| Kayapó \| \| \| \| |
|  |                                                    |
|  | Timbíra (Canela)                                   |
|  |                                                    |
|  | Apinayé                                            |
|  |                                                    |
|  | Kayapó                                             |
|  |                                                    |

|  | Apinayé |
|  |         |
|  | Kayapó  |
|  |         |

|  | \| \| Apinayé \| \| \| \| \| \| Kayapó \| \| \| \| |
|  |                                                    |
|  | Timbíra (Canela)                                   |
|  |                                                    |
|  | Apinayé                                            |
|  |                                                    |
|  | Kayapó                                             |
|  |                                                    |

|  | Apinayé |
|  |         |
|  | Kayapó  |
|  |         |

|  | \| \| Apinayé \| \| \| \| \| \| Kayapó \| \| \| \| |
|  |                                                    |
|  | Timbíra (Canela)                                   |
|  |                                                    |
|  | Apinayé                                            |
|  |                                                    |
|  | Kayapó                                             |
|  |                                                    |

|  | Apinayé |
|  |         |
|  | Kayapó  |
|  |         |

|  | Xavante |
|  |         |
|  | Xerente |
|  |         |

|  | \| \| Apinayé \| \| \| \| \| \| Kayapó \| \| \| \| |
|  |                                                    |
|  | Timbíra (Canela)                                   |
|  |                                                    |
|  | Apinayé                                            |
|  |                                                    |
|  | Kayapó                                             |
|  |                                                    |

|  | Apinayé |
|  |         |
|  | Kayapó  |
|  |         |

|  | \| \| Apinayé \| \| \| \| \| \| Kayapó \| \| \| \| |
|  |                                                    |
|  | Timbíra (Canela)                                   |
|  |                                                    |
|  | Apinayé                                            |
|  |                                                    |
|  | Kayapó                                             |
|  |                                                    |

|  | Apinayé |
|  |         |
|  | Kayapó  |
|  |         |

|  | \| \| Apinayé \| \| \| \| \| \| Kayapó \| \| \| \| |
|  |                                                    |
|  | Timbíra (Canela)                                   |
|  |                                                    |
|  | Apinayé                                            |
|  |                                                    |
|  | Kayapó                                             |
|  |                                                    |

|  | Apinayé |
|  |         |
|  | Kayapó  |
|  |         |

|  | \| \| Apinayé \| \| \| \| \| \| Kayapó \| \| \| \| |
|  |                                                    |
|  | Timbíra (Canela)                                   |
|  |                                                    |
|  | Apinayé                                            |
|  |                                                    |
|  | Kayapó                                             |
|  |                                                    |

|  | Apinayé |
|  |         |
|  | Kayapó  |
|  |         |

|  | Mašakalí |
|  |          |
|  | Patašó   |
|  |          |

|  | Xavante |
|  |         |
|  | Xerente |
|  |         |

|  | \| \| Apinayé \| \| \| \| \| \| Kayapó \| \| \| \| |
|  |                                                    |
|  | Timbíra (Canela)                                   |
|  |                                                    |
|  | Apinayé                                            |
|  |                                                    |
|  | Kayapó                                             |
|  |                                                    |

|  | Apinayé |
|  |         |
|  | Kayapó  |
|  |         |

|  | \| \| Apinayé \| \| \| \| \| \| Kayapó \| \| \| \| |
|  |                                                    |
|  | Timbíra (Canela)                                   |
|  |                                                    |
|  | Apinayé                                            |
|  |                                                    |
|  | Kayapó                                             |
|  |                                                    |

|  | Apinayé |
|  |         |
|  | Kayapó  |
|  |         |

|  | \| \| Apinayé \| \| \| \| \| \| Kayapó \| \| \| \| |
|  |                                                    |
|  | Timbíra (Canela)                                   |
|  |                                                    |
|  | Apinayé                                            |
|  |                                                    |
|  | Kayapó                                             |
|  |                                                    |

|  | Apinayé |
|  |         |
|  | Kayapó  |
|  |         |

|  | \| \| Apinayé \| \| \| \| \| \| Kayapó \| \| \| \| |
|  |                                                    |
|  | Timbíra (Canela)                                   |
|  |                                                    |
|  | Apinayé                                            |
|  |                                                    |
|  | Kayapó                                             |
|  |                                                    |

|  | Apinayé |
|  |         |
|  | Kayapó  |
|  |         |

|  | Xavante |
|  |         |
|  | Xerente |
|  |         |

|  | \| \| Apinayé \| \| \| \| \| \| Kayapó \| \| \| \| |
|  |                                                    |
|  | Timbíra (Canela)                                   |
|  |                                                    |
|  | Apinayé                                            |
|  |                                                    |
|  | Kayapó                                             |
|  |                                                    |

|  | Apinayé |
|  |         |
|  | Kayapó  |
|  |         |

|  | \| \| Apinayé \| \| \| \| \| \| Kayapó \| \| \| \| |
|  |                                                    |
|  | Timbíra (Canela)                                   |
|  |                                                    |
|  | Apinayé                                            |
|  |                                                    |
|  | Kayapó                                             |
|  |                                                    |

|  | Apinayé |
|  |         |
|  | Kayapó  |
|  |         |

|  | \| \| Apinayé \| \| \| \| \| \| Kayapó \| \| \| \| |
|  |                                                    |
|  | Timbíra (Canela)                                   |
|  |                                                    |
|  | Apinayé                                            |
|  |                                                    |
|  | Kayapó                                             |
|  |                                                    |

|  | Apinayé |
|  |         |
|  | Kayapó  |
|  |         |

|  | \| \| Apinayé \| \| \| \| \| \| Kayapó \| \| \| \| |
|  |                                                    |
|  | Timbíra (Canela)                                   |
|  |                                                    |
|  | Apinayé                                            |
|  |                                                    |
|  | Kayapó                                             |
|  |                                                    |

|  | Apinayé |
|  |         |
|  | Kayapó  |
|  |         |

|  | Xavante |
|  |         |
|  | Xerente |
|  |         |

|  | \| \| Apinayé \| \| \| \| \| \| Kayapó \| \| \| \| |
|  |                                                    |
|  | Timbíra (Canela)                                   |
|  |                                                    |
|  | Apinayé                                            |
|  |                                                    |
|  | Kayapó                                             |
|  |                                                    |

|  | Apinayé |
|  |         |
|  | Kayapó  |
|  |         |

|  | \| \| Apinayé \| \| \| \| \| \| Kayapó \| \| \| \| |
|  |                                                    |
|  | Timbíra (Canela)                                   |
|  |                                                    |
|  | Apinayé                                            |
|  |                                                    |
|  | Kayapó                                             |
|  |                                                    |

|  | Apinayé |
|  |         |
|  | Kayapó  |
|  |         |

|  | \| \| Apinayé \| \| \| \| \| \| Kayapó \| \| \| \| |
|  |                                                    |
|  | Timbíra (Canela)                                   |
|  |                                                    |
|  | Apinayé                                            |
|  |                                                    |
|  | Kayapó                                             |
|  |                                                    |

|  | Apinayé |
|  |         |
|  | Kayapó  |
|  |         |

|  | \| \| Apinayé \| \| \| \| \| \| Kayapó \| \| \| \| |
|  |                                                    |
|  | Timbíra (Canela)                                   |
|  |                                                    |
|  | Apinayé                                            |
|  |                                                    |
|  | Kayapó                                             |
|  |                                                    |

|  | Apinayé |
|  |         |
|  | Kayapó  |
|  |         |

|  | Xavante |
|  |         |
|  | Xerente |
|  |         |

|  | \| \| Apinayé \| \| \| \| \| \| Kayapó \| \| \| \| |
|  |                                                    |
|  | Timbíra (Canela)                                   |
|  |                                                    |
|  | Apinayé                                            |
|  |                                                    |
|  | Kayapó                                             |
|  |                                                    |

|  | Apinayé |
|  |         |
|  | Kayapó  |
|  |         |

|  | \| \| Apinayé \| \| \| \| \| \| Kayapó \| \| \| \| |
|  |                                                    |
|  | Timbíra (Canela)                                   |
|  |                                                    |
|  | Apinayé                                            |
|  |                                                    |
|  | Kayapó                                             |
|  |                                                    |

|  | Apinayé |
|  |         |
|  | Kayapó  |
|  |         |

|  | \| \| Apinayé \| \| \| \| \| \| Kayapó \| \| \| \| |
|  |                                                    |
|  | Timbíra (Canela)                                   |
|  |                                                    |
|  | Apinayé                                            |
|  |                                                    |
|  | Kayapó                                             |
|  |                                                    |

|  | Apinayé |
|  |         |
|  | Kayapó  |
|  |         |

|  | \| \| Apinayé \| \| \| \| \| \| Kayapó \| \| \| \| |
|  |                                                    |
|  | Timbíra (Canela)                                   |
|  |                                                    |
|  | Apinayé                                            |
|  |                                                    |
|  | Kayapó                                             |
|  |                                                    |

|  | Apinayé |
|  |         |
|  | Kayapó  |
|  |         |

|  | Mašakalí |
|  |          |
|  | Patašó   |
|  |          |

|  | Kaignang |
|  |          |
|  | Xokleng  |
|  |          |

|  | Arikapú              |
|  |                      |
|  | Djeoromitxi (Yabutí) |
|  |                      |

|  | Kaignang |
|  |          |
|  | Xokleng  |
|  |          |

|  | Arikapú              |
|  |                      |
|  | Djeoromitxi (Yabutí) |
|  |                      |

|  | Boróro  |
|  |         |
|  | Umotina |
|  |         |

### Relaciones con otras familias
Las lenguas macro-yê comparten una morfología irregular con las familias tupí y Caribe, y Rodrigues (2000) y Ribeiro conectan todas como una familia Ye-Tupí-Caribe.
Igualmente Viegas Barros ha encontrado una serie de semejanzas entre el sistema pronominal de las lenguas macro-yê y las lenguas mataco-guaicurú, similares a las similitudes que otros autores han señalado entre el macro-yê y el chiquitano.

## Distribución geográfica e historia

### Distribución geográfica
Aunque muchas lenguas macro-yê se hablan en la Amazonia brasileña, la distribución geográfica es más circunamazónica, rodeando la Amazonía por el este y el sur. La mayoría de lenguas se concentran en el este y noreste de Brasil, aunque algunos pocos grupos habitan el centro y el suroeste de Brasil. La única lengua macro-yê conocida hablada fuera del actual Brasil es el Otúke que se hablaba al este del río Paraguay en Bolivia. 
Desde un punto de vista geográfico el dominio de las lenguas macro-yê puede dividirse en tres áreas: oriental, central y occidental que se extienden diagonalmente a lo largo de las tierras bajas de Sudamérica desde el este y noreste atlántico hasta el curso alto del río Paraguay:
- El grupo central incluye al karayá y a las lenguas yê, extendiéndose esta última al norte y al sur a lo largo de las llanuras de la sabana (cerrados y campos) hasta Piauí y Maranhão al norte, y hasta Río Grande do Sul al sur. El Karayá se extiende también a lo largo de un eje norte-sur, pero está limitado al valle del río Araguaia, incluyendo la isla Bananal.
- El grupo oriental estaría formado por el Purí, el Krenák, el Maxakalí, el Kamakã, el Karirí y el Yatê. El Purí se extendía en todo el largo del río Paraíba do Sul y se expandía al norte hasta el río Doce. El krenák se extendía desde el río Doce al río Paraguaçu en el NE de Minas Gerais, el centro y N de Espírito Santo y el SE de Bahía. La familia Maxakalí iba desde los ríos Sapucaí y São Mateus hasta el río Jequitinhonha en el E de Minas Gerais, N de Espírito Santo y SE de Bahía. El Kamakã se encontraba entre los ríos Jequitinhonha y Contas en el SE de Bahía. El Karirí se situaba principalmente entre el Itapicuru y el curso medio y bajo del São Francisco en el centro y Ne de Bahía y el S de Sergipe. El Yatê se sitúa al norte del bajo São Francisco en Pernambuco.
- El grupo occidental incluye el Boróro, el Ofayé, el Rikbaktsá y el Guató. El Boróro se extiende desde el nacimiento del Araguaia en Bolivia orienta y el Guató se encuentra en el curso alto del Paraguay, inmediatamente al sureste del Bororó. El Ofayé ocupaba un franja del alto Paraná desde la dedembocadura del Tietê hacia abajo, pasando por la desembocadura del Pranapanema. El Rikbaktsá se localiza lejos hacia el norte sobre el río Juruena, uno de los principales centros de los Tapajós; el rikbaktsá es el único grupo macro-yê que se encuentra exclusivamente dentro de la Amazonia (aunque algunas etnias de otros grupos también ocupan la Amazonia: los Panará, los Suyá, los Tapayuna y los Kayapó). Es probable que todos estos grupos entraran tardíamente en la Amazonia por la presión de los portugueses.

### Historia
En el siglo XVI cuando los europeos, principalmente portugueses y franceses, llegaron a la costa oriental de Sudamérica, la mayor parte de las áreas costeras estaba ocupada por etnias que hablaban lenguas tupí-guaraníes, aunque en algunos lugares etnias macro-yê viajaban estacionalmente a la costa para obtener recursos del mar. Este era el caso por ejemplo de los Maromomim o Guarulho y de los Waitaká cuyas lenguas no están bien documentadas, aunque se sospecha pudieron ser del grupo purí.
La mayoría de pueblos macro-yê ocupan tierras en la sabana oriental de Brasil, y muy pocas etnias viven en la Amazonia propiamente dicha. Es posible que estos grupos actualmente en la Amazonia entraran allí tardíamente por la presión de los portugueses sobre las tierras cultivables de la sabana. Durante el siglo XVIII los Panará vivían principalmente en la cuenca del río Panará, en el sur de la actual Goiás, donde se les conocía como Kayapó. Tras su desaparición por causa de la guerra contra ellos el mismo nombre se aplicó a otros grupos yê cuya lengua era similar, pero no la misma que la de los Panará. Muy recientemente (1968) se encontró una gran población de Panará fue encontrada en el río Peixoto de Azevedo, donde había buscado refugio y se las habían arreglado para vivir durante más de dos siglos en paz y libertad. Poco tiempo después la población de Panará disminuyó drásticamente por culpa de las epidemias.
Un número significativo de lenguas macro-yê desapareció como consecuencia del asentamiento europeo en Brasil. Los pueblos más afectados fueron los de la parte oriental del país. Durante el siglo XIX aún había pequeños grupos que hablaban lenguas macro-yê en la región.

## Descripción lingüística
Las lenguas macro-yê son aglutinantes y ligeramente sintéticas, combinando elementos de marcaje de núcleo y marcaje de modificador.

### Fonología
Nikulin (2020) reconstruye el siguiente inventario consonántico para el macro-ye:
|           | Labial | Alveolar | Palatal | Velar |
| --------- | ------ | -------- | ------- | ----- |
| oclusiva  | *p     | *t       | *c      | *k    |
| nasal     | *m     | *n       | *ñ      | *ŋ    |
| sonorante | *w     | *ɾ       | *j      |       |

En cuanto al inventario vocálico reconstruye /*a, *â, *ə, *ə̂, *y, *o, *ô, *u, *e, *ê, *i, *ə̃, *ỹ, *ũ, *ẽ, *ĩ/. La sílaba puede llegar a tener una estructura de la forma /*CɾVC°/, donde /°/ es una epéntesis vocálica. El ataque silábico complejo sólo incluye cuatro posibilidades /*pɾ-, *mɾ-, *kɾ-, *ŋɾ-/.

### Morfología
Los paradigmas morfológicos de las lenguas macro-yê no son muy complejos. Las clases de palabras se diferencian más por procedimientos sintácticos que por la presencia de afijos. Una característica peculiar de las lenguas macro-yê de casi todas las ramas es el marcaje del núcleo sintáctico de un sintagma nominal, verbal o postposicional, según haya contigüidad textual del complemento que acompaña a dicho núcleo. Por ejemplo cuando en un sintagma nominal en el que el núcleo está poseído, este núcleo llevará un prefijo diferente si el poseedor aparece en el mismo sintagma o si no aparece.
Esta peculiaridad puede ser muy antiguo en las lenguas macro-yê, remontándose posiblemente al proto-macro-yê. Incidentalmente el mismo procedimiento aparecen en algunas lenguas tupí y en algunas lenguas caribe, lo que podría indicar que se trata de un rasgo de área que se generalizó a las tres familias o podría ser una evidencia indirecta más de la valiez de la macrofamilia yê-tupí-caribe.
Los posesivos generalmente aparecen como pronombres proclíticos (como en las lenguas románicas), aunque algunas lenguas como el Yatê usan prefijos posesivos. El número gramatical en general no se expresa morfológicamente mediante un afijo, y cada subfamilia usa procedimientos diferentes: en las lenguas bororo se usan tanto la adición de sufijos como el truncamiento, otras lenguas no tienen marcas de plural en los nombres, aunque posee pronombres diferentes para las formas de plural. En otras lenguas como el kaingáng el verbo tiene formas diferentes para singular y plural, obtenidas a partir de prefijación, infijación, reduplicación o una combinación de estos procedimientos.
Muchas lenguas macro-yê carecen de concordancia gramatical con el verbo. En cambio las ramas Yatê, Karayá y Guató tienen morfologías verbales complejas y concordancia tanto con el sujeto como con el objeto.

### Sintaxis
Las lenguas de la subfamilia Yê tiene un orden SV en oraciones intransitivas y SOV en oraciones transitivas, en la mayoría de oraciones declarativas. Los siguientes ejemplos procedentes del dialecto Canela del Timbira ilustran este orden en una oración intransitiva (1) y en una oración transitiva (2):
(1) kapi jʌpir
Capi subir
'Capi subió'
(2) i kʰɾa tɛ ɾɔpti pupun
1ª hijo ERG.PAS jaguar ver
'Mi hijo vio un jaguar'
El mismo orden prevalece en Maxakalí, Krenák, Yatê, Karayá, Boróro y Rikbaktsá. Los datos sobre el Kamakã, el Purí y el Ofayé son tan limitados que no es posible conocer cual es el orden preferido. Sin embargo el Karirí y el Guató se alejan notablemente de ese orden sintáctico, en las oraciones intransitivas ambos emplean el orden VS mientras que en las transitivas en Kipeá (Karirí) se usa VOS, los dos ejemplos siguientes (3) y (4) ilustran este orden:
(3) si-te karai
3ª-venir hombre.blanco
'El hombre blanco vino'
(4) si-pa kradzo no karai
3ª-matar vaca ERG hombre.blanco
'El hombre blanco mató la vaca'
Por otro en Guató se usa VSO en oraciones transitivas, los dos siguientes ejemplos provienen de esta lengua:
(4) na-kɨni g-eti
INDC-dormir DET-chico
'El chico duerme'
(5) ma-ɛ-ɾo g-ɛpagu g-ɛki
IMPERFV-3ª-comer DET-jaguar DET-conejo
'El jaguar se comió al conejo'
Además todas las lenguas macro-yê excepto el Karirí y el Guató son consistentemente postposicionales. El Karirí y el Guató poseen tanto preposiciones como postposiciones.
Igualmente en todas las lenguas excepto el Guató y el Karirí el poseedor precede al poseído.

## Comparación léxica
Durante mucho tiempo el parentesco de las lenguas macro-yê entre sí ha sido sólo una conjetura o un conjunto de conjeturas plausibles. La distribución geográfica es muy amplia y la diferenciación léxica entre estas lenguas es muy marcada por lo que no resulta fácil descubrir series amplias de cognados que permitan reconstruir fácilmente el proto-macro-yê. Rodrigues (2000) da algunas decenas de cognados y muestra algunas correspondencias fonéticas regulares como las que se resumen en la siguiente tabla:
| I Rama Yê | II Kamakã | III Maxakalí | IV Krenák | V Purí | VI Karirí | VII Yatê | VIII Karayá | IX Ofayé | X Bororo | XI Guató | XII Rikbaktsá | XIII Yabutí | proto-MG | Número de cognado        |
| --------- | --------- | ------------ | --------- | ------ | --------- | -------- | ----------- | -------- | -------- | -------- | ------------- | ----------- | -------- | ------------------------ |
| p         | w         | p            | p         |        | b         | f        | w           | p        | b        | p        | p             | p, m        | *p       | 1, 2, 12, 34             |
| m, p      | w         | m, p         | p         |        |           |          | b           | p, w     | w        | p        |               | m           | *mp      | 3, 4, 16, 17, 21, 26     |
| m         | m         | m            | m         | m      | b         | m        | b           |          | m        |          |               |             | *m       | 35, 36, 37               |
| k, kʰ     | k         | k, ʧ         | k, ʧ      | k, ʧ   |           | kʰ       |             | k        | k        | k        | k             | k           | *k       | 7, 14, 19, 31, 33        |
| kɾ        | heɾ       | pt           | kɾ        |        |           |          | ɾ           | kɨt      |          |          | haɾ           |             | *kɾ      | 15, 25                   |
| ŋɾ        | gɾ        | kt           | ŋɾ        | ŋɾ     | kɾ        | kʰl      | θ           | kɨɾ      | kɨɾ      | kʰ       | kaɾ           | kaɾ         | *ŋɾ      | 8, 10, 30                |
| ɾ         | ɾ         |              | ɾ         |        | ɾ/d       | l        | ɾ           | ɾ        | ɾ        | ɾ        | ɾ             | ɾ           | *ɾ       | 4, 8, 20, 22, 26, 27, 29 |
| ɔ         | o         | o            | o         |        | o         | o        | ɔ           | o        | o        | o        | o             | a?          | *o       | 1, 4, 11, 34             |
| õ         | õ         | õ            | ũ         | o      | u/o       | o        | õ           | o        | u/o      |          | u             | o/õ/ũ       | *õ       | 7, 13, 28, 32            |
| a         | a         | ã            | a         |        | e         | a        | a           | ɛ        | a        | ɛ        | a             | a/ə         | *a       | 21, 23, 38, 39           |
| a         | a         | a            | o/ɔ       |        | o/i       | e        | a           | ɛ/a      | i        | ɔ        | i             | a           | *ɔ       | 1, 12                    |
| ã         |           | ẽ            |           | ã      | e         | a        | ə/a         |          | e        |          | e             |             | *ã       | 24, 36                   |

La lista de cognados en la que se basa dicha tabla es:
1. 'hombro': Ia pã, Ib pa, Ic pa, Id pɛ̃, IV po, VI bo, VII fe 'axila', IX pɛ, XI pɔ, XIII ʧapa
2. 'flecha': Ic po, Id puŋ, II wãj, III poj, V pan, pun, VI buj-ku, VIII wihi, X bëiga 'arco' < *bëj-ika 'flecha-arco', VIII mo, XIII mo
3. 'hacha': Ib kɾʌ-mɛŋ, Id mɛŋ, III ki-pik, IV kɾa-pok, V kɾa-maŋ,
4. 'espalda': VI woɾo, VIII bɔɾɔ, IX -hoɾ, X poɾi
5. 'caimán': Ib mĩ-ti, II wɛj-e, III mɑʔãɲ, mãi X wai
6. 'venir': Ib tẽ, Ic dẽ, Id tĩ 'ir', II ni, III nĩn, IV ne, V nĩ, VI te, VII ʧi
7. 'beber': Ib kõm, kʰõ, III ʧoʔop, ʧom, IV ʧop, V some, VII kʰo, VIII õ, X ku, XI ókí, XII ku, XIII o
8. 'seco': Ib ŋɾə, Ic ʔɾɛ, VI kɾa, X xiɾewë, XII kaɾo
9. 'comer': Id ɾɔŋ 'tragar', VI do, VIII ɾo 'comer carne', IX ɾõ, XI ɾo, XIII ɲ-õ 'comida'
10. 'huevo': Ib ŋɾɛ, Ic ʔɾe, Id kɾɛ̃, II sa-kɾe, III kiɾ, VIII θi, IX kite, XI kʰí, XII kaɾe, XIII ɾẽ
11. 'ojo': Ib nɔ, tɔ, Ic tɔ, II to, VII tʰo, VIII ɾuɛ
12. 'pie': Ia pɛno, Ib paɾ, Ic paɾa, Id pɛ̃n, II wade, III pata, IV pɔ, , VI bi, biɾi, VII fe-he, fet-, VIII wa, IX paɾ, X biɾe, XI àbɔ̀, XII piɾi, XIII pɾaj; proto-MY *paɾi
13. 'dar': Ib ŋõ, Ic ʦõ, III hõm, IV -ũp, hum, VII ko, VIII õ, IX no, XIII ũ
14. 'pelo': Ia ʃe, Ib kĩ, kʰĩ, II ke, III ʧe, IV ke, V ke, ʧe, XI ki
15. 'cabeza': Ia kɾã-, Ib kɾʌ̃, Ic ʔɾã, Id kɾĩ, II heɾo, xaɾo, IV kɾɛn, VIII ɾa, IV kitɛ, XII -haɾa-; proto-MY *kɾã-
16. 'oír': Ib ma, Ic wa-pa, Id mɛ̃ŋ, IV paw, IX paj, X mea-ɾidi, XIII mə
17. 'miel': III paŋ, IV pəŋ